# سهره سرآلویی
سهره سرآلویی (نام علمی: Neochmia modesta) نام یک گونه از تیره سهره بافنده است.